# 头部移植
头部移植，是一种外科手术，其目的是将一个人或其他动物的头部嫁接到另一个的身体上。头部移植曾经在狗、猴子、老鼠等动物上做过实验，但目前尚无在人类应用的记录。由于重新联接受损脊髓的医疗技术尚未取得成功，头部手术完成后的人处于四肢瘫痪状态。
2013年7月3日，媒體報導卡納維洛（Sergio Canavero）在《神經外科》期刊發表，認為只要能解決脊髓神經縫合問題，羅伯特懷特（Robert White）對猴子頭顱的移植技術也就可以應用在人類頭部，對於脊髓接合問題則可利用「膜融合劑」技術，膜融合劑有如聚乙二醇（PEG）等化學物質來融化、接合脊髓，但這樣的目標得再投入至少3千萬美金的研究，若研究成功則可為肌肉萎縮症、器官衰竭、癱瘓，甚至是癌症患者，帶來解決無法根治的難題而獲得重生。此外，头部移植手术的伦理问题舆论尚未达成较一致的意见。
本手术曾在2019年在哈尔滨市医科大学附属第二医院被实施